# Главное управление полиции города Баку
Главное управление полиции города Баку – государственный орган при Министерстве внутренних дел Азербайджанской Республики.

## История

### Азербайджанская Демократическая Республика
28 мая 1918 года было создано Министерство внутренних дел как одно из 9 министерств первого правительства Азербайджанской Демократической Республики.
29 мая прежние органы внутренних дел были расформированы во всех местах и определены первые структуры нового МВД, в том числе городские органы внутренних дел Баку и их руководители. Первоочередной обязанностью органов внутренних дел города Баку было поддержание стабильности, достижение законности и правил сосуществования, защита жизни и имущества граждан независимо от их религиозной принадлежности, борьба совместно с другими правоохранительными органами с преступностью против любых внутренних и внешних сил, пытающихся посягнуть на целостность, суверенитет и независимость Азербайджана. Созданные местные новые органы внутренних дел контролировали Баку и его окрестности.
17 июня 1918 года был сформирован Второй правительственный кабинет и Бехбуд Хан Джаваншир назначен министром внутренних дел АДР.

### Азербайджанская Советская Социалистическая Республика
27 апреля 1920 года Азербайджанская Демократическая Республика была свергнута большевиками. Все органы полиции в республике, в том числе Бакинская полиция реорганизуются и слово «полиция» заменяется словом «милиция».

### Азербайджанская Республика
В 1991 году, после того, как Азербайджан второй раз обрел независимость, органы внутренних дел были реорганизованы и работающие в их рядах стали называться «полицейскими».

## Районные управления полиции

### Отделения полиции по районам:[2]
- Хазарский районный отдел полиции
- Бинагадинское районное управление полиции
- Сабаильский районный отдел полиции
- Гарадагское районное управление полиции
- Сабунчинский районный отдел полиции
- Наримановский районный отдел полиции
- Насиминский районный отдел полиции
- Низаминское районное управление полиции
- Ясамальский районный отдел полиции
- Сураханский районный отдел полиции
- Хатаинский районный отдел полиции
- Пираллахинский районный отдел полиции

## Структура

### Структура Главного управления полиции[3][4]
- Секретариат — структурная часть, осуществляющая деятельность по приему, регистраций, заявлений граждан и организаций относительно деятельности городских органов внутренних дел, приема граждан, делопроизводства, обобщение практики применения законодательства Азербайджанской Республики по вопросам, связанным с полномочиями ГПУ, контроль исполнения, дисциплины и режима конфиденциальности, работы с шифрованными телеграммами, печати и размножения нормативных актов.
- Организационно-инспекционная служба — структурная часть, осуществляющая организационно-контрольные функции ГПУ на основе комплексного анализа текущей криминогенной обстановки в городе, решение правоохранительных задач и планирование работ по основным направлениям деятельности оперативной службы, обобщение результатов, координации деятельности служб ГПУ, а также контроль за кадровой дисциплиной и выполнение правовых и нормативных актов вышестоящих органов и МВД.
- Служба управления дежурными частями — структурная часть, осуществляющая эффективный контроль оперативной обстановки, оперативное управление силами и средствами, практическое руководство деятельностью дежурных подразделений органов внутренних дел в городе Баку.
- Департамент уголовного розыска — структурное подразделение, выполняющее функции по борьбе с преступностью, предупреждение и раскрытие преступлений, расследование, розыск пропавших без вести лиц и лиц скрывшихся от судебных органов, розыск похищенного имущества, опознание трупов, личность которых невозможно установить, а также осуществление следственных действий в случаях и порядке, установленных законодательством.
- Следственно-розыскное управление — структурное подразделение, осуществляющее расследование и предварительное расследование дел, находящихся в ведении органов внутренних дел, своевременное возбуждение уголовного дела по факту преступления, всестороннее, полное и объективное расследование причин и обстоятельств преступления, оперативное раскрытие преступлений, а также установление и преследование всех его участников.
- Отдел оперативно-статистической информации — структурная часть, которая организует создание статистических данных, отчетов, банков данных, работает с данными в этих банках и их использованием, ведет единую статистику преступлений и статистику в системе ГПУ, разрабатывает и совершенствует автоматизированную систему обработки и передачи данных, осуществляет справочную деятельность.
- Департамент общественной безопасности — структурная часть, определяющая основные направления деятельности органов внутренних дел города по обеспечению общественного порядка и общественной безопасности, реализует профилактические мероприятия в области предупреждения и раскрытия преступлений, безопасности нефте- и газопроводов, организует профилактическую работу среди несовершеннолетних, а также реализует деятельность по разрешительной системе.
- Отдел кадров — осуществляет создание профессиональных кадров, необходимых для выполнения задач, стоящих перед территориальными органами полиции, включая подбор кадров, прием на службу, назначение на должности и присвоение им специальных званий, организацию и осуществление профессиональной подготовки сотрудников, прохождения службы, увольнения со службы и их учета, а также контроль за деятельностью городских органов внутренних дел в этой сфере.
- Отделение полиции в Бакинском метрополитене — осуществляет профилактические мероприятия по охране и безопасности метрополитена и его специальных объектов, а также по охране общественного порядка на станциях метрополитена, борьбе с преступностью, предупреждению правонарушений.
- Финансово-плановый отдел — структурная часть, организующая работу по заработной плате и выплаты сотрудникам городских органов внутренних дел.
- Департамент криминалистики — структурная часть, которая организует проведение криминалистических расследований в порядке и при обстоятельствах, определенных законодательством Азербайджанской Республики, и реализует права, связанные с криминалистической следственной деятельностью.
- Отдел снабжения — структурное подразделение, осуществляющее обеспечение специальным оборудованием, вооружением, боеприпасами и другими материально-техническими ресурсами.
- Комендантский взвод — является структурной частью, реализующей режим, охрану административного здания ГПУ и обеспечение коммуникациями.